# Sufijo -acum (toponimia)

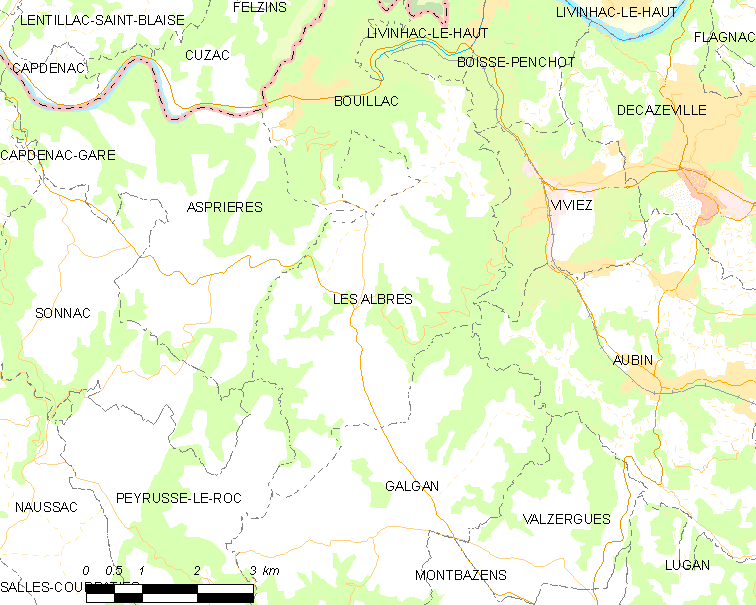
Varios topónimos acabados en ac (evolución del antiguo sufijo acum) en los alrededores de Los Aures (Aveyron)

El sufijo -acum es un elemento común de muchos topónimos de zonas geográficas que han tenido en el pasado población de lengua céltica. Es de origen galo y su forma original aparece escrita a veces como -acon, lo que le relaciona directamente con el céltico común *-ako(n). Es especialmente frecuente en Francia, donde convive con el sufijo -anum (este, sin embargo, derivado del latín) sobre todo dentro de la zona comprendida entre el suroeste (actual Gascuña) y el sudeste (Languedoc), básicamente a lo que es actualmente Occitania, y este hecho se manifiesta en los numerosos topónimos terminados en -ac y en -an existentes en este territorio, la mayor parte derivados de los dos sufijos mencionados.

## Variantes
El sufijo aparece a veces recogido en los textos especializados como -acu(m) o incluso -acu para reflejar que la -m final se enmudece en latín tardío (es necesario, por tanto, escribirlo -acu cuando se habla de la época galoromana). Al mismo tiempo, aparece a menudo otro sufijo -yacum a partir de los finales de los antropónimos en -ius + -acum, convertidos en -i-acum (a veces, éste se convierte en un sufijo autónomo que permite la derivación de cualquier radical), el cual se confunde a menudo con el -acum estándar, por lo que se escribe -(i)acum en vez de -acum. Con el tiempo, los antropónimos galoromanos terminados en -inus o -inius que producían la terminación -yacum combinados con el sufijo -acum acabaron convirtiéndose en -ignac, -igny y otras variantes según la zona (cf. *Campaniacum y *Montaniacum, convertidos en Campanhac, Campigny, Montanhac, Montagnieu, Montagnat y numerosas variantes). Una terminación relacionada, -iniacu, fue ganando paulatinamente autonomía ya veces se ha acabado añadiendo directamente a varios nombres de personas en forma de nuevo sufijo, para formar un nombre de propiedad.
Se constata también el uso de dos variantes más, una en el femenino singular: -(i)aca (> -aye, ejemplo: Bouaye, Loira Atlántico) y la otra en el femenino plural -(i)acas (> -ies en el norte de Francia y en Bélgica, ejemplo: Taintignies, Bélgica).

## Origen y significado
El primero en aventurar una explicación de los numerosos topónimos galoromanos en -(i)acum fue Henri de Arbois de Jubainville, quien expuso su teoría en las Recherches sur l'origine de la propiedad foncière et des nombres de lieux habités en France. Según sus y otras comparaciones etimológicas, -acum era inicialmente un sufijo de adjetivación, como se puede verificar también en diversas inscripciones en lengua gala y latina: caracteriza un santuario Anualonacu en el santuario de Anualo»; define un dios, por ejemplo: Marte Braciaca «dios de la cerveza?»; indica el origen familiar de alguien y sitúa a los marineros en el Pilar de los Nautas (nautae Parisiaci «marineros de los Parisii»). Tiene también una dimensión localizadora.
El adjetivo localizador deviene en sustantivo, por ejemplo a d(e)ae Rosmertae Dubnocaratiaco «A la diosa Rosmerta de Dubnocaratiacum». Es ese uso sustantivo el que originó los numerosos topónimos. En este caso, Dubnocarati- sólo puede ser el nombre de persona Dubnocaratius, lo que verifica la tesis de Henri de Arbois de Jubainville sobre el origen de los nombres en -iacum.
Este sufijo se perpetuó en las lenguas britónicas y gaélicas después de una evolución fonética: galés -og, bretón antiguo -oc > bretón -euc > -eg, gaélico irlandés -ach. El Coligny < Kolin-(i)ako- occitano corresponde probablemente al bretón kelennec (cfr. Quelneuc), córnico Kelynek (cfr. Callinick y Kelynack), galés Clynnog e irlandés cuilneach que significan «lugar plantado de acebo, acebal».

## Uso en toponimia francesa

### Norma general
Inicialmente, -acum se empleaba sobre todo para obtener derivados toponímicos o hidronímicos. Dado que el antiguo céltico continental es todavía una lengua poco conocida, estos radicales a veces son difíciles de identificar.
Entre las referencias más antiguas de un topónimo en -acum en la Galia se encuentra Nemetacum (antiguo nombre de Arras), mencionado como Nemetacon el 170 a. C. Se basa el término galo nemeton, que significa «santuario», con el sentido general de «lugar de culto». Dentro del nombre de Bavay, atestado hacia el 300 d. C. en las formas Bagacum, Bagaco, hay un nombre de árbol (bagos, era probable el nombre del «hago» en céltico). La forma original de Bavay debía ser Bagakon, que debía ser también la forma original del nombre del bosque de Beiach (Suiza), ocupado más tarde por los germánicos. Sin embargo, el uso de -(i)acum con un antropónimo se verifica desde el s. III a los bronces de Champoulet: el nombre de persona Dubnocaratius comprendido dentro del topónimo Dubnocaratiaco.
Otros ejemplos de formaciones en -(i)acum basados en un radical galo son:
- Alizay sobre alis- (cfr. Alise-Sainte-Reine) «acantilado, roquero, gato»; de *Alisakon.
- Ambenay / Ambonnay sobre ande prefijo que significa «debajo» (cf. ande-banno) y buena «fundación, villa»; de Andebonakon.
- Bernay / Bernac sobre bren-, brin-. Francés dialectal bren, bran «barro, excremento»; de Brinnakon.
- Ambernac, compuesto de elementos de los dos tipos toponímicos precedentes; de Andebrinnakon.
- Andilly / Andillac sobre andel/andal «movimiento del agua»; cf. occitano antiguo andalhon.
- Carnac / Charnat / Charnay sobre karn «pila de piedras, túmulos»; cf. verbo galo carnitu(s) «ha (han) erigido una tumba», irlandés antiguo carne «pila de piedras», galés carne «pila de piedras».
- Cernay sobre *(i)sarno «hierro»; de *(I)sarnakon.
- Gournay / Gornac, basado en un elemento gorn- no identificado; de Gornakon.

Se puede formar también a partir de un apelativo latino o galoromano:
- Campanhac, aunque Ernest Nègre opta por un propietario Campanius.[6]
- Glatigny, basado sobre glate(t)- «pegajoso» (De donde el término glat(te) que designa una «tierra compacta, tierra pegajosa» en diferentes dialectos).[7]

Sin embargo, -acum se utilizó en época tardía (Julio César no cita ningún nombre en -acum en sus Commentarii de Bello Gallico) y más generalmente para formar nombres de propiedad basados sobre el nombre de su propietario. Los nombres de personas encontradas con este sufijo pueden haber sido típicamente galos, galoromanos, latinos o germánicos.
El sufijo se encuentra en cientos de nombres comunes, bajo formas diversas que caracterizan a diferentes regiones o áreas lingüísticas. Por ejemplo, el antropónimo latino Aurelius está en el origen de las comunidades de Aurillac y de Orly y Maximiacum produce tanto Messimy como Meximieux. La moda de los antropónimos latinos se extendió a la Galia con la dominación romana y está bien documentada en las dedicatorias de las inscripciones que a menudo mencionan el nombre galo de un padre, acompañado del nombre latino del hijo o incluso diferentes nombres latinos precedidos o seguidos de apodos galos. En algunos casos, un antropónimo aparentemente latino puede tapar un nombre original galo, de modo que nombres latinos del tipo Lucus, Lucius, Lucanus, vista su extrema frecuencia en la Galia, pueden esconder un nombre de una persona galo Lucos, Locos (cf. irlandés Luch, Lochán), basado en el nombre galo del lobo o del lince y que se reencontraría a los numerosos Lucy, Lucey, Luçay, Lucé, etc.
Este sistema de formación toponímica podría, según algunos especialistas,  haber perdurado hasta aproximadamente el siglo VII, cuando fue relevado por creaciones de tipo romano. Esto explicaría los nombres de lugares vecinos, basados en la misma antroponimia con este sufijo, por un lado, y con un apelativo romano por otro. Ejemplo: Boisney / Boincourt con el antropónimo germánico Boto : Bot-iniacu / Boton- cort (la n suplementaria es la desinencia del caso de régimen en francés antiguo, el antropónimo siendo siempre en el caso de régimen a los topónimos en -court) o incluso Bréquigny / Bracquemont con el antropónimo germánico Brakko : Brakk-iniacu / Brakko-mont.
Charles Rostaing insiste sobre la difusión de este sufijo: «Los nombres en -acum son muy numerosos: forman la vigésima parte del total de los nombres de lugares habitados; se encuentran en Francia a todas partes, excepto el departamento de los Alpes Marítimos, y son bastante raros en la Provenza y Languedoc, más romanizadas». Este sufijo es, al igual que en los Alpes Marítimos, casi inexistente en el País Vasco francés y en Córcega.

### La excepción bretona
En Bretaña, la evolución fonética del sufijo *-ako(n) ha dado lugar a numerosas variantes. Esta diversidad de los productos de *-ako(n) se explica principalmente por el establecimiento de grupos de bretones originarios de la isla de Gran Bretaña a partir del s. IV.

Normalmente, en las regiones de las lenguas de oil, -(I)acu ha evolucionado fonéticamente en -ay, -é, -y, etc., pasando por un estadio -(i)ac en una época indeterminada. Éste no es siempre el caso de la Bretaña armoricana, donde el bretón compartía espacio con el galón- románico. En el sur de Bretaña (Loira Atlántico, Morbihan) y el este (Ille y Vilaine, Costas del Norte) hay numerosos topónimos terminados en -(é)ac, como Brignac; Moréac; Vignac; Campénéac; Montennac, Lohéac, Loudéac, Tinténiac, Carnac, etc. de los cuales existen equivalentes exactos en otras regiones, entre ellos Brigné (Saumurois), Brinhac (Languedoc); Mory (Norte-Pas-de-Calais), Morey (Borgoña); Vigny (Lorena); Champigny, Campanhac; Montigny, Montanhac; Loué (País del Loira); Taintignies (Bélgica), Tintinhac (Lemosín); Carnac y Rofiac, Charnat, Charnay, etc.

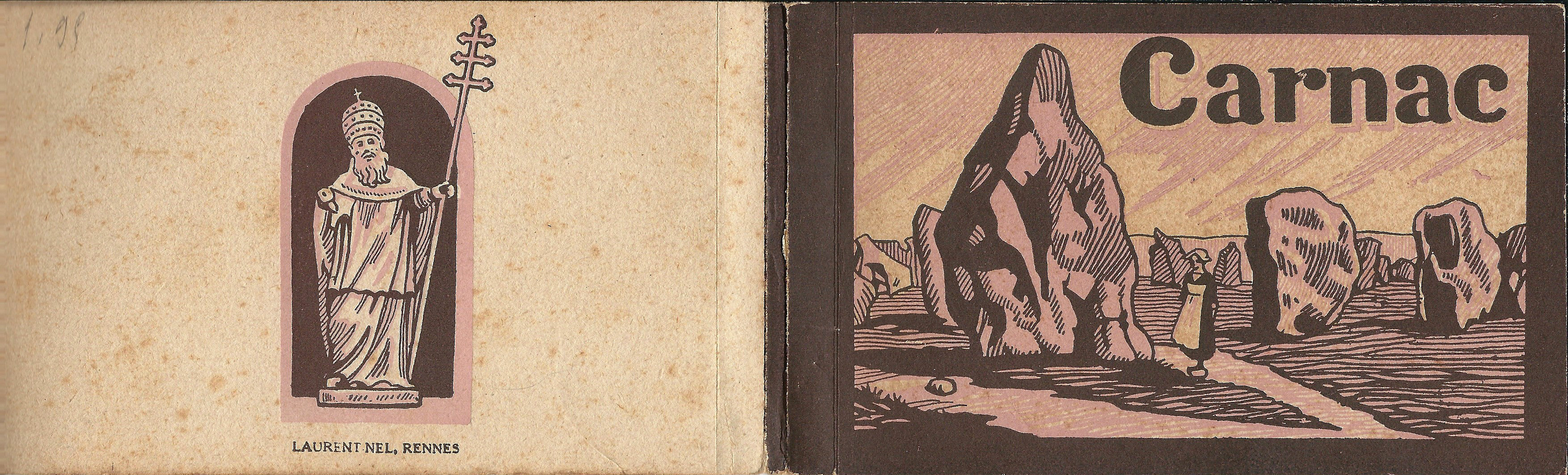
Carnac, uno de los topónimos en ac más conocidos de Bretaña

Dos teorías explican el mantenimiento del -ac hasta el s. IX, momento en el que evolucionó a -é, -y, etc. en la zona románica:
- Esta zona corresponde al área del bilingüismo románico/bretón. Es el contacto con la lengua bretona que ha evitado la evolución común dentro del conjunto de los dialectos de oil, pero el uso del bretón fue demasiado limitado en el espacio y el tiempo en el este de la raya que va de Vannes en Saint-Malo (con un repunte hacia el oeste del centro) para provocar la desaparición del galón-románico y la renovación completa de la toponimia. Por otro lado, en el este y sureste de la zona de Rennes (Vitré, Fougères, etc.), donde el bretón no se llegó a hablar nunca, *-(I)acu ha evolucionado normalmente a -é (cfr. Vitré), al igual que en Maine o Anjou especialmente (no hay ningún nombre en -ac en esta zona).

- Esta zona corresponde al área donde se utilizó el bretón sin hablar de verdadero bilingüismo, aunque hubiera ciertamente pequeñas islas románicas como también había islotes britónicos en el este de Rennes. Fue más tarde que el románico se esparció hacia el oeste. El románico llegó probablemente a las puertas de los actuales departamentos de Costas de Armor y Morbihan hacia el siglo XI-XII y ganó el noreste de Costas de Armor un siglo más tarde.[10] Los procesos y causas de la expansión son poco conocidos. Las diversas guerras o relaciones propiciaron el progreso del románico, haciéndolo una lengua más prestigiada. Otros estudiosos hablan de un crecimiento demográfico más importante en la Alta Bretaña que habría favorecido una emigración hacia el oeste[11] y la llegada de colonos de la próxima Normandía.

En paralelo al uso de -ac, el bretón introdujo el sufijo *-ogon que se emplea generalmente en los nombres de persona o de santo. En el estadio del bretón antiguo, *-ogon se convierte en -og (escrito -oc o -uc en francés), y -eug (escrito -euc), hasta que entre el siglo XII y siglo XV se estabilizó en -eg (escrito -ec). Así, por ejemplo, siguiendo con los ejemplos anteriores se encuentran los dobletes Brignac / Brigneuc (Plumaugat, Costas de Armor); Moréac / Morieux (Costas de Armor, Morioc en 1211 y después Morieuc); Vignac/Vignoc (Ille y Vilaine); Campénéac / Campeneuc (Tinténiac, Ille y Vilaine, Campenoc en el s. XI).

### Distribución por zonas
Nota: los mapas mostrados a continuación sólo ofrecen una visión general de la distribución del sufijo -acum en Francia y no son exhaustivos. Por otra parte, las variantes regionales de este sufijo sólo se dan, en principio, en las regiones afectadas, ya que muchas de las terminaciones similares mencionadas en los mapas fuera de sus regiones de origen, son de hecho otros sufijos no relacionados con -acum, por ejemplo: -é / -y en el dominio occitano o -eu /-eux en el norte de Francia.
Además, estos mapas no reflejan las ocurrencias de estos sufijos fuera de los límites de las fronteras actuales de Francia, sin tener en cuenta su repetición a lo largo de los países vecinos que tuvieron también población celta en el pasado, como es el caso de Bélgica, Suiza, Alemania meridional, el extremo norte de Italia y Gran Bretaña entre otros.

#### Occitania
En el suroeste de Occitania, el sufijo toma la forma -ac (al igual que en Bretaña) y en el macizo central y en Languedoc, -ac / -at. Al norte del suroeste, las Charentes forman una "anomalía": allí, el occitano se perdió hacia el siglo XV debido a su forestación tras los estragos de la Guerra de los Cien Años. Una línea más o menos este-oeste entre Rochefort-sur-Mer y Ruffec separa los nombres -ac al sur y -é, -ey, -ay ou -y al norte.
- -ac, -acq: Hloirac (1), Florac (1), Fleurac (1), Savinhac (2), Vitrac (5), Robiac (11)[a]
- -at: Chavanat, Chanat (en Auvernia y a veces en Lemosín, pues -ac pronunciaba -a)[b]

En catalán, muchas de estas localidades en- ac se convirtieron en apellidos habituales ya desde la Baja Edad Media, cuando hubo la fuerte inmigración occitana en el Principado, especialmente después de la derrota del catarismo. Entre estos conocidos apellidos se encuentran Cardellach (Cardelhac), Gallach (Galhac), Marsillach (Marcilhac), Marsinyach (Macinhac), Surinyach (Serinhac) y muchos otros. Otro apellido occitano formado a partir de un pueblo en- acum que se ha convertido en famoso a escala internacional es Cadillac, con origen en la población de Cadilhac.

#### Zona francoprovenzal
En el centro-este del dominio francoprovenzal, el sufijo toma las formas -eu / -eux / -as / -eje / -ex/ -at.
- -at: Jayat, Viriat (5), Royat (11)
- -eu(x): Fleurieu-sur-Saône (1), Savigneux (2), Virieu (5)[c]
- -ex: Perrex, Thônex, Morgex

Occitània i Franc Comtat
Terminaciones en -ac, derivadas de -acum, sólo en Occitania y en Bretaña.
Terminaciones en -at, derivadas de -acum, abundantes en Auvernia y el Lemosín.
Terminaciones en -eu(x), abundantes en el Franco Condado (estas no derivan de -acum ).
Terminaciones en -ax, -ej, -as y -eje

#### Lenguas de oil
En la zona del gran oeste, comprendido el galón de Bretaña: -ey / -ay / -é /-y; en la Isla de Francia: -y / -ay. Al norte y noreste: -y /-ay /-ey.
- -ay: Massay (7), Savenay (2), Brizay (3), Groslay (8), Authenay (6), Vitray (5), Cintray (9)
- -ai: Chandai, Cambrai, Vitrai (5)
- -é: Fleuré (1), Sévigné (2), Brézé (3), Vitré (5), Cintré (9), Rougé (11)
- -ey: Fleurey (1), Grosley (8), Vitrey (5), Cintrey (9)
- -y: Fleury (1), Savigny (2), Sévigny (2), Massy (7), Autigny (6), Vitry (5)

Lenguas de oil
Terminaciones en -ay. En el dominio occitano, no son derivadas de -acum.
Terminaciones en -ai. En el departamento de Orne, las -ay han derivado en -ai por decisión del Consejo General. Obernai y Niedernai en Alsàcia no son nombres en -acum
Terminaciones en -é. Derivan de -acum solo al oeste, en otros espacios son excepcionales.
Terminaciones en -ey. En el sudoeste, no son derivados de -acum.
Terminaciones en -y, -igny, -illy. Al sur, -y no provisto de -i-acum, por ejemplo la terminación -uby al sudoeste.
Terminaciones en -ach, -ich i -ig, derivadas d'-acum, solo en Alsacia y Lorena, en otros espacios es otro sufijo.

#### Otras variantes
- En las zonas germanizadas del noreste: -ich, -ach, -ig.
  - -ach: Durmenach, Altenach (6), Neuf-Brisach (2), Rouffach (11), Brettnach.
  - -ig: Epfig, Mutzig, Kuntzig.
  - -ich: Sœtrich (9), Kemplich.

- Las variantes -aca y -iacas devienen -ecques y -eke en las zonas de lengua flamenca (actual o antiguamente) del Norte-Pas-de-Calais.
  - -ecque(s): Hézecques, Senlecques, Ecquedecques, Blendecques, Wardrecques, Éperlecques.
  - -eke: Blendeke (Blendecques), Wardreke (Wardrecques), Sperleke (Éperlecques).

- Al Norte-Pas-de-Calais, Picardía y Normandía: -ies, -ez, -iers.
  - -ies: Offignies, Wargnies, Molagnies, Ghissignies.

## Resto de la antigua Galia

### Valonia
- -(i)acum > -ai: Tournai, antiguo Turnacum.
- -iacas > -ies: Taintignias.

### Flandes
Fuente:
- Tratamiento usual de -(i)acum:
  - > -ik: Doornik (en francés, Tournai), Wervik.
  - > -ijk (variante ortográfica de -ik, que ha influenciado a menudo la pronunciación): Kamerijk (en francés, Cambrai), Kortrijk (Courtrai).
  - > -ich en las zonas orientales, donde ha penetrado la segunda mutación consonántica germánica: Kessenich, Kontich, Kumtich.
- Tratamiento de -(i)acum sin apócope de la e final:
  - > *-ika > -eke: Denderwindeke, Kemzeke, Velzeke.
- Tratamiento de -acum con acento secundario sobre el sufijo:
  - > -ake(n): Kortenaken, Montenaken, Semmerzake.
- -siacum
  - > -sika > -zeke: Kemzeke, Velzeke.
  - > -*s(i)ka > -s(ch)e: Temse (en francés Tamise, donde parece faltar el sufijo).

### Luxemburgo
- -(i)acum > -ich: Sterpenich, equivalente de los Étrépagny (Alta Normandía), Éterpigny (Norte-Pas-de-Calais y Picardía) y Étrepigney (Franco Condado).

### Suiza
- (i)acum > -y (Suiza romance): Chailly, en Montreux.
- (i)acum > -ach, -ich (Suiza alemana): Beiach, Martinach (forma alemana de Martigny).
- (i)acum > -ago (Suiza italiana): principalmente en la esquina de Ticino, Brissago y las antiguas communes de Bren-Aldesago, Cavagnago.

## Antigua Galia Cisalpina
Fuera de las zonas mencionadas más arriba y de la antigua Britania, el uso de *-(i)akon es raro. Sí se observa una concentración limitada en el norte de Italia (la antigua Galia Cisalpina), sobre todo en Insúbria, la ciudad metropolitana de Milán y las provincias de Bérgamo, Como, Monza y Brianza, Lecco, Lodi, Novara, Varese y Venecia. Entre las ciudades de la Edad Antigua en estos territorios se encuentra Bedriacum (o Betriacum ), escenario de dos históricas batallas.
La forma evolucionada de -acum en la Galia Cisalpina es -ago, véase por ejemplo Carnago (que parece equivalente a Carnac) o Asiago (equivalente a los numerosos Azay, Azé, Aisy). Entre las numerosas comunas italianas con nombres en - ago están estas: Arsago Seprio, Arzago de Adda, Assago, Barzago, Bellinzago Lombardo, Bellinzago Novarese, Binago, Bodio Lomnago, Bovisio -Masciago, Brissago-Valtravaglia, Bul; Busnago, Cadegliano Viconago, Cadorago, Camairago, Cambiago, Capiago Intimiano, Caponago, Casciago, Cassago Brianza, Cassano Magnago, Cavenago de Adda, Cavenago de Brianza, Cavernago, Cazzago Brabbia, Cázzago Comezzano-Cizzago , Comignago, Cucciago, Cusago, Dairago, Dolzago, Filago, Fortunago, Gerenzago, Giussago, Gorlago, Grezzago, Gussago, Imbersago, Inzago, Jerago con Orago, Lardir, Lurago Marinone, Magnago, Mairago, Maniago, Marcignago, Massanzago, Masciago Primo, Medolago, Mezzago, Moriago della Battaglia, Mornago, Ornago, Orsago, Osnago, Ossago Lodigiano, conzago, Ronago, Secugnago, Senago, Sozzago, Sumirago (con sus fracciones de Albusciago y Menzago), Tregnago, Urago de Oglio, Vanzago, Vedelago, Vercurago y Volpago del Montello.

## Antigua Britania
El uso del sufijo -(i)acum ha sido bien atestiguado en las islas británicas desde la antigüedad y muchos tipos toponímicos se reencuentran en el continente.

### Inglaterra
En lo que es actualmente Inglaterra están documentadas diversas ciudades terminadas en -acum:
- Eboracum (Ptolomeo, II, 3, 10: Eborakon ), actualmente York < Iorvík, forma escandinava de Eoforwic, adaptación anglosajona del nombre celta primitivo.[14] Esto se conserva en británico después de la evolución fonética, a veces con la adición de la palabra caer «villa»: galés antiguo (Cair) Ebrauc y después (Caer)Efrog en galés y (Ker)Evreg / (Ker)Evrog en bretón.
- Brauoniacum (también llamada Bravoniacum, Brovonacae, Brovonacis, Braboniaco) basada sobre un elemento brauon- del nombre de la muela en céltico brauu (cf. galés breuan, bretón breo «muela ») un antiguo campamento romano ubicado por John Horsley  en Kirkby Thore en el distrito de Eden y por otros es la antigua villa de Burwens, en Crosby Ravensworth.
- Epiacum (Ptolomeo, II,3,10: Epiakon, Epeiakon), actualmente quizá Whitley Castle, con su equivalente germanizado Epfig (Alsacia, Epiaco siglo XII).
- Vagniacum (Vagniacae, Vagniacis) situado en Springhead, Gravesham.
- Bremetenacum actualmente Ribchester, de Bremetonacon.

### Gales
El sufijo ha evolucionado fonéticamente en -(i)awc, -(i)awg- > -(i)og. Como en la antigua toponimia de Gran Bretaña y Europa continental, se combina tanto con un apelativo como con un nombre personal.
- Clynnog (< Celynnog) «acebo, bosque de acebo» equivalente posible de Coligny (cf. más arriba).
- Brycheiniog (Inglés Brecknock), basado sobre el nombre de persona Brychan.
- Tudweiliog, basado sobre el nombre de persona Tudwal.
- Ffestiniog, basado sobre el nombre de persona Festinius, equivalente de los Festigny de Francia, por ejemplo Festigny (Marne, Festiniacus en 853).

### Cornualles
El sufijo -(i)acum ha dado -(i)ack o -ick en inglés dentro de la toponimia córnica.
- Angarrack, Botallack (córnico Bostalek), Carharrack (córnico Karardhek), Carlidnack, Carvinack, Coverack (córnico Porthkovrek), Dorminack (córnico Dor meynek), Kelynack (córnico Kelynek), Landeck.
- Calenick (córnico Klunyek), Carrick (córnico Karrek).

## Otras zonas

### Alemania
Uno de los topónimos en -acum más conocidos de la antigua Germania Superior es Mogontiacum, actual Maguncia (Mainz en alemán). Otros han evolucionado a terminaciones en -ach / -ich :
- Breisach am Rhein (en francés Vieux-Brisach, frente a Neuf-Brisach, Alsacia), equivalente de los Brézé, Brézay de Brisakon, del nombre de persona galo Brisos.
- Eisenach como Isigny
- Jülich corresponde a Jully, Juilly, Jeuilly, surgido de JULIACU, del nombre de persona latino Julius.
- Kempenich (* Campaniacum ), equivalente de los Champigny, Campigny.
- Merzenich (Martiniacum ), como Martigny, Martinhac.
- Rivenich (Riveniacus en 748).
- Rövenich (Rufiniacum ), como Rouffigny, Rouffignac.
- Sinzenich (Sentiniacum ), como Saint-Igny-de-Vers (Ródano, Semtiniacus en el s. XI).
- Ülpenich, corresponde a Olpignac a Champagnac-le-Vieux ya Upigny (Bélgica).
- Zülpich, Tolbiac en francés.

### Austria
- Trofaiach (Treviach?).

### España
El sufijo está prácticamente ausente en España, a pesar de haber muchos otros topónimos de origen celta. Sin embargo, se observan algunos ejemplos contados en Aragón bajo la forma -ago, como Lechago o Litago. Hay también algún ejemplo en la zona norte, entre ellos Victoriacum, la actual Vitoria.
En Catalunya, por ejemplo, existen Llorac o Burriac. 